# مبدأ الشرعية

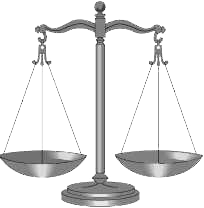
ميزان العدل

مبدأ الشرعية أحد أبرز مفاهيم القانون الحديث، وأحد أكبر أسسها والذي يشير بشكل عام إلى مفهوم سيادة القانون، وهو المبدأ الذي يجب أن يستند إليه نشاط الدولة في القانون. يمكن تقييمه بعدة طرق اعتمادًا على فرع القانون المعتبر فيوجد:
- مبدأ الشرعية في القانون الإداري: هو تقديم الإدارة لسيادة القانون.

فيما يشير مبدأ الشرعية في القانون الجنائي وهو عماد مبدأ الشرعية في القانون. إلى أن القانون الجنائي لا يمكنه قمع السلوك أو تجريم فعل من الأفعال دون أن يكون القانون قد تم تحديده مسبقًا وبشكل واضح. بما معناه لا جريمة ولا عقاب دون نص.